# Berberodes
Berberodes is een geslacht van vlinders van de familie spanners (Geometridae), uit de onderfamilie Ennominae.

## Soorten
- B. auriconcha Thierry-Mieg, 1910
- B. campylophleps Dyar, 1915
- B. cassiteris Warren, 1906
- B. commaculata Warren, 1909
- B. conchylata Guenée, 1858
- B. delicata Warren, 1906
- B. fasciata Warren, 1909
- B. fulvicomosa Warren, 1907
- B. impura Dyar, 1915
- B. penumbrata Warren, 1905
- B. pohli Schaus, 1927
- B. rufimacula Warren, 1906
- B. serraria Schaus, 1927
- B. trilinea Schaus, 1911